# Velká cena České republiky silničních motocyklů

Masarykův okruh

Grand Prix ČR je závod silničních motocyklů různých objemových tříd, který se jezdí na českém území od roku 1950. Jde o nejslavnější motoristický závod v České republice, který se pravidelně koná na území Brna a v jeho okolí. Dříve se závodilo na okruzích v západní části města a od roku 1987 se akce pořádá na Masarykově okruhu.
Velká cena Brna se jako mezinárodní závod v letech 1950–1964 uskutečnila čtrnáctkrát a jako součást mistrovství světa 1965–1982 osmnáctkrát. Dále následovaly čtyři ročníky vyhrazené mistrovství Evropy v letech 1983–1986 a od roku 1987 se do nové trati v Brně mistrovství světa znovu vrátilo.
Od roku 2021 se zde MotoGP nekonalo kvůli nutné rekonstrukci dráhy, akce se zde znovu koná od roku 2025, smlouva je dohodnutá na pět let. V brněnské Grand Prix se konalo nejvíce závodů motocyklového šampionátu v historii tohoto sportu po TT Circuit Assen.

## Oficiální názvy a sponzoři

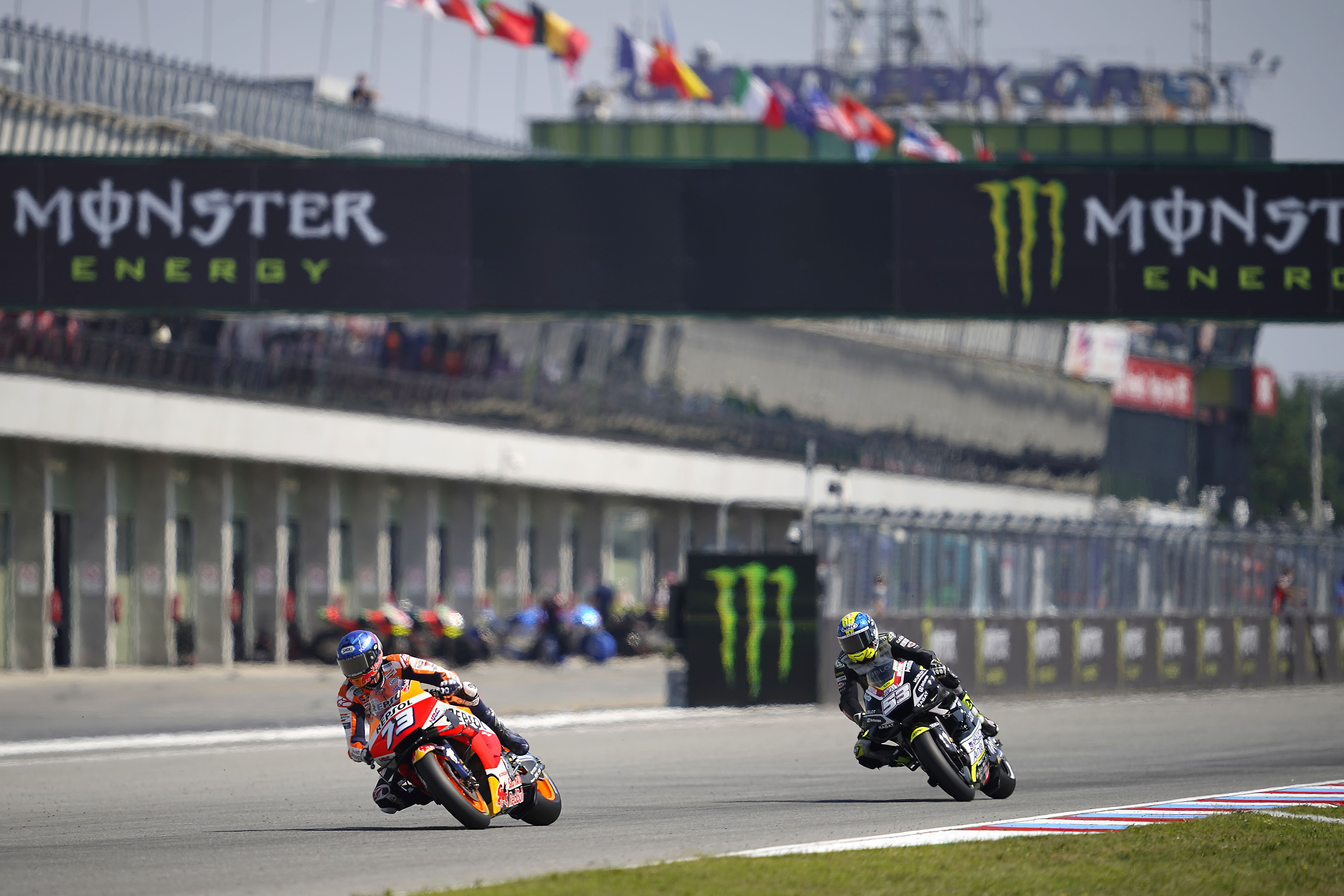
Álex Márquez během Velké ceny České republiky 2020

- 1965–1966, 1970–1971: Velká Cena ČSSR (žádný hlavní sponzor)
- 1968–1969: Velká Cena Československa (žádný hlavní sponzor)
- 1972–1982: Grand Prix ČSSR (žádný hlavní sponzor)
- 1987–1989: Grand Prix ČSSR-Brno (žádný hlavní sponzor)
- 1990–1991: Grand Prix ČSFR-Brno (žádný hlavní sponzor)
- 1993–1999: Grand Prix České republiky (žádný hlavní sponzor)
- 2000–2006: Gauloises Grand Prix České republiky
- 2007–2011: Cardion AB Grand Prix České republiky
- 2012–2015: bwin Grand Prix České republiky
- 2016: HJC Helmets Grand Prix České republiky
- 2017–2020: Monster Energy Grand Prix České republiky
- od 2025: Tissot Grand Prix České republiky

## Přehled vítězů

#### Vítězové Grand Prix Československa motocyklů (1965–1982)
| Rok  | 80 cc           | 125 cc            | 250 cc          | 350 cc             | 500 cc           |
| ---- | --------------- | ----------------- | --------------- | ------------------ | ---------------- |
| 1965 |                 | Frank Perris      | Phil Read       | Jim Redman         | Mike Hailwood    |
| 1966 |                 | Luigi Taveri      | Mike Hailwood   | Mike Hailwood      | Mike Hailwood    |
| 1967 |                 | Bill Ivy          | Phil Read       | Mike Hailwood      | Mike Hailwood    |
| 1968 |                 | Phil Read         | Phil Read       | Giacomo Agostini   | Giacomo Agostini |
| 1969 | Paul Lodewijkx  | Dave Simmonds     | Renzo Pasolini  | Giacomo Agostini   | Giacomo Agostini |
| 1970 | Aalt Toersen    | Gilberto Parlotti | Kel Carruthers  | Giacomo Agostini   |                  |
| 1971 | Barry Sheene    | Angel Nieto       | János Drapál    | Jarno Saarinen     |                  |
| 1972 |                 | Börje Jansson     | Jarno Saarinen  | Jarno Saarinen     | Giacomo Agostini |
| 1973 |                 | Otello Buscherini | Dieter Braun    | Teuvo Länsivuori   | Giacomo Agostini |
| 1974 | Henk van Kessel | Kent Andersson    | Walter Villa    |                    | Phil Read        |
| 1975 |                 | Leif Gustafsson   | Michel Rougerie | Otello Buscherini  | Phil Read        |
| 1976 |                 |                   | Walter Villa    | Walter Villa       | John Newbold     |
| 1977 |                 |                   | Franco Uncini   | Johnny Cecotto     | Johnny Cecotto   |
| 1978 | Ricardo Tormo   |                   | Kork Ballington | Kork Ballington    |                  |
| 1979 |                 | Guy Bertin        | Kork Ballington | Kork Ballington    |                  |
| 1980 |                 | Guy Bertin        | Anton Mang      | Anton Mang         |                  |
| 1981 | Theo Timmer     |                   | Anton Mang      | Anton Mang         |                  |
| 1982 |                 | Eugenio Lazzarini | Carlos Lavado   | Didier de Radiguès |                  |

#### Vítězové Grand Prix Československa motocyklů (1987–1991)
| Rok  | 80 cc             | 125 cc              | 250 cc        | 500 cc         |
| ---- | ----------------- | ------------------- | ------------- | -------------- |
| 1987 | Stefan Dörflinger | Fausto Gresini      | Anton Mang    | Wayne Gardner  |
| 1988 | Jorge Martínez    | Jorge Martínez      | Juan Garriga  | Wayne Gardner  |
| 1989 | Herri Torrontegui | Àlex Crivillé       | Reinhold Roth | Kevin Schwantz |
| 1990 |                   | Hans Spaan          | Carlos Cardús | Wayne Rainey   |
| 1991 |                   | Alessandro Gramigni | Helmut Bradl  | Wayne Rainey   |

#### Vítězové Grand Prix České republiky motocyklů (1993–2025)
| Rok  | 125 cc                | 250 cc           | 500 cc           |
| ---- | --------------------- | ---------------- | ---------------- |
| 1993 | Kazuto Sakata         | Loris Reggiani   | Wayne Rainey     |
| 1994 | Kazuto Sakata         | Max Biaggi       | Michael Doohan   |
| 1995 | Kazuto Sakata         | Max Biaggi       | Luca Cadalora    |
| 1996 | Valentino Rossi       | Max Biaggi       | Àlex Crivillé    |
| 1997 | Noboru Ueda           | Max Biaggi       | Michael Doohan   |
| 1998 | Marco Melandri        | Tecuja Harada    | Max Biaggi       |
| 1999 | Marco Melandri        | Valentino Rossi  | Tadajuki Okada   |
| 2000 | Roberto Locatelli     | Šinja Nakano     | Max Biaggi       |
| 2001 | Toni Elías            | Tecuja Harada    | Valentino Rossi  |
| Rok  | 125 cc                | 250 cc           | MotoGP           |
| 2002 | Lucio Cecchinello     | Marco Melandri   | Max Biaggi       |
| 2003 | Dani Pedrosa          | Randy de Puniet  | Valentino Rossi  |
| 2004 | Jorge Lorenzo         | Sebastián Porto  | Sete Gibernau    |
| 2005 | Thomas Lüthi          | Dani Pedrosa     | Valentino Rossi  |
| 2006 | Alvaro Bautista       | Jorge Lorenzo    | Loris Capirossi  |
| 2007 | Hector Faubel         | Jorge Lorenzo    | Casey Stoner     |
| 2008 | Stefan Bradl          | Alex Debón       | Valentino Rossi  |
| 2009 | Nicolas Terol         | Marco Simoncelli | Valentino Rossi  |
| Rok  | 125 cc                | Moto2            | MotoGP           |
| 2010 | Nicolas Terol         | Toni Elías       | Jorge Lorenzo    |
| 2011 | Sandro Cortese        | Andrea Iannone   | Casey Stoner     |
| Rok  | Moto3                 | Moto2            | MotoGP           |
| 2012 | Jonas Folger          | Marc Márquez     | Dani Pedrosa     |
| 2013 | Luis Salom            | Mika Kallio      | Marc Márquez     |
| 2014 | Alexis Masbou         | Esteve Rabat     | Dani Pedrosa     |
| 2015 | Niccoló Antonelli     | Johann Zarco     | Jorge Lorenzo    |
| 2016 | John McPhee           | Jonas Folger     | Cal Crutchlow    |
| 2017 | Joan Mir              | Thomas Lüthi     | Marc Márquez     |
| 2018 | Fabio Di Giannantonio | Miguel Oliveira  | Andrea Dovizioso |
| 2019 | Aron Canet            | Álex Márquez     | Marc Márquez     |
| 2020 | Denis Foggia          | Enea Bastianini  | Brad Binder      |
| 2025 | Jose Antonio Rueda    | Joe Roberts      | Marc Márquez     |

## Padesátá léta

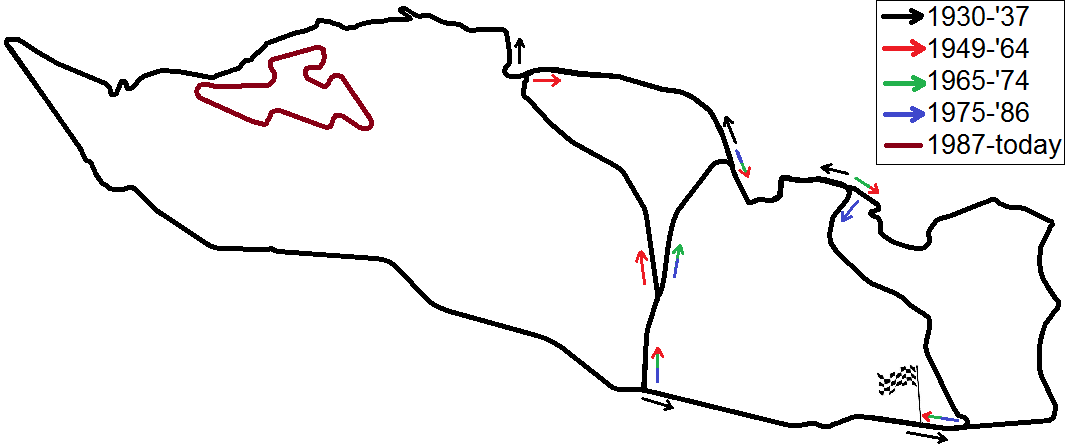
Všechny rozvržení Masarykova okruhu (dříve Brněnského okruhu)

- 1950 – 10.9. byla odstartována první Velká cena ČSR silničních motocyklů. Jezdci v kubaturách 250 cm³ a 350 cm³ startovali společně, byli odlišení pouze barvami svých vest. Nejvýraznější osobností závodu se stal Josef Vejvoda, vítěz v třídě 250 cm³. Vítězem třídy 350 cm³ a 500cm se stal Antonín Vitvar.
- 1951 – organizaci závodu provázely problémy, důsledkem byla nízká mezinárodní účast. Prvenství v třídě 500 cm³ obhájil Antonín Vitvar.
- 1952 – do hry vstoupila politika, Velká cena ČSR se jela pod názvem Závod družby národů. Svou premiéru si zažila třída 125 cm³, jejímž vítězem se stal Němec Bernhard Petruschke. Dvojnásobný triumf zaznamenal František Bartoš ve třídách 250 cm³ a 350 cm³. Nejsilnější třídu 500 cm³ vyhrál opět Antonín Vitvar.
- 1953 – Velká cena silničních motocyklů se nekonala
- 1954 – ke startu Velké ceny poprvé nastoupil František Šťastný a po obdivuhodném výkonu se stal vítězem třídy 250 cm³. Prvenství také zaznamenali František Bartoš ve třídě 125 cm³, Rakušan Leonhard Fassl ve třídě 350 cm³ a Gustav Havel ve třídě 500 cm³.
- 1955 – svůj poslední závod v kariéře jel Antonín Vitvar a jako nejlepší z československých jezdců ve třídě 500 cm³ dojel třetí. Velký výkon podal Václav Parus, který dojel první ve třídě 125 cm³. Třídy 250 cm³ a 350 cm³ patřily německým jezdcům, vítězi se stali Horst Kassner a Hans Baltisberger.
- 1956 – tragické závody třídy 250 cm³ a 500 cm³ přinesly první oběti Velké ceny Československa, stali se jimi Hans Baltisberger a Michel Mouty. Třída 125 cm³ byla v režii Františka Bartoše, ve třídě 350 cm³ se vítězem stal František Šťastný.
- 1957 – žádný z československých jezdců na vítězství nedosáhl. První zlatý věnec si odnesl Ernst Degner ve třídě 125 cm³, dvojnásobný triumf získal Helmut Hallmeier ve třídách 250 cm³ a 350 cm³ a v nejsilnější třídě 500 cm³ získal prvenství Herold Kliner. Při tréninku třídy 350 cm³ havaroval švédský jezdec Waldemar Lundberg a na následky zranění zemřel.
- 1958 – důležitou změnou v pravidlech bylo schválení pravidla pro menší kapotáže, tato úprava platí dodnes. Své poslední vítězství ve třídě 250 cm³ získal František Bartoš. Ve třídě 125 cm³ loňské vítězství obhájil Ernst Degner, František Šťastný si dojel pro vítězství ve třídě 350 cm³ a třídu 500 cm³ jasně ovládl Dickie Dale. V závodě třídy sidecars havarovala v předposledním kole, kdy jela na druhé pozici, dvojice Jacques Drion/Inge Stollová. Stalo se to ve sjezdu od Žebětína k „dálnici“, kde v mírné pravé zatáčce sidecar vyjel z tratě a několikrát se převrátil. Inge zemřela na místě, Jacques týž den v nemocnici.
- 1959 – tento ročník nepřinesl žádné překvapení ve třídách 125 cm³ a 350 cm³, kde Ernst Degner a František Šťastný obhájili svá prvenství. Životní úspěch zaznamenal František Srna, který zvítězil ve třídě 250 cm³. Australan Eric Hinton se konečně dočkal vítězství ve třídě 500 cm³.

## Šedesátá léta

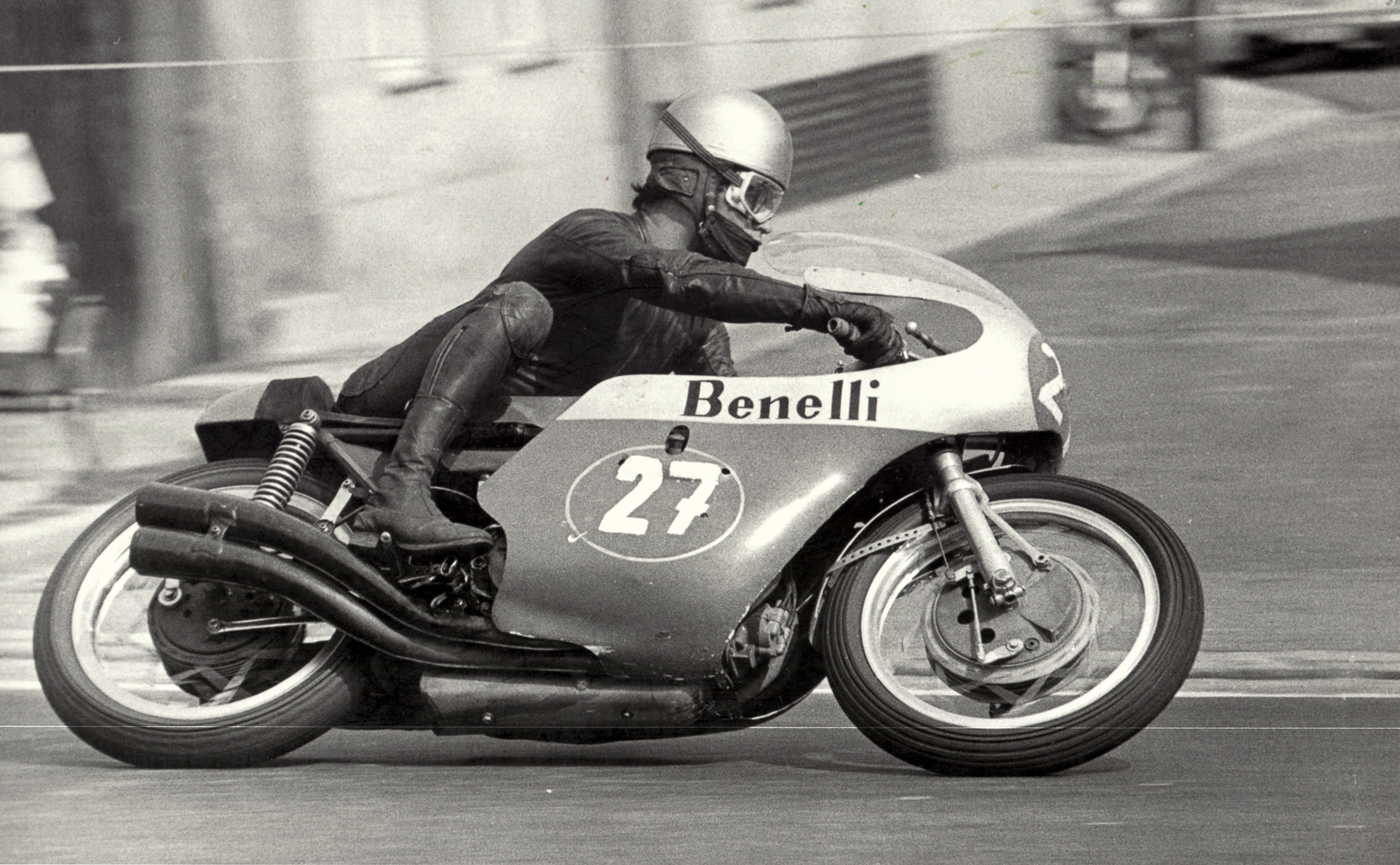
Renzo Pasolini v roce 1969 na čtyřválcové čtyřdobé Benelli 250 ccm. Autor fotografie Jaroslav Dobiáš

- 1960 – své kvality potvrdil Ernst Degner, když počtvrté za sebou zvítězil ve třítě 125 cm³. Dařilo se i Františku Šťastnému, který dominoval ve třídách 250 cm³ a 350 cm³. V nejsilnější třídě 500 cm³ jednoznačně zvítězil Gary Hocking.
- 1961 – nástup strojů Honda na brněnský okruh přinesl dvě vítězství pro jezdce Jima Redmana ve třídách 125 cm³ a 250 cm³. František Šťastný obhájil titul ve třídě 350 cm³ a Rudolf Thalhammer navázal v pětistovkách na vítěznou rakouskou tradici.
- 1962 – ve 12. ročníku Velké ceny Československa oslavil František Šťastný osmé a poslední vítězství na brněnském okruhu, tentokrát v nejsilnější kubatuře 500 cm³. Své premiérové vítězství si připsali Stanislav Malina ve třídě 250 cm³ a Jim Redman ve třídě 350 cm³.
- 1963 – Švýcar Luigi Taveri na své Hondě byl jasným vítězem závodu do 125 cm³. Stanislav Malina obhájil loňské prvenství a svůj velký den zažil Gustav Havel, který vyhrál závody třistapadesátek a pětistovek.
- 1964 – poprvé v historii nebyla vypsána třída pětistovek. Ve třídě 125 cm³ zvítězil znovu Luigi Taveri, nejrychlejší v závodě do 250 cm³ byl Heinz Rosner a poslední vítězství československých jezdců na brněnském okruhu zajistil Stanislav Malina ve třídě 350 cm³.
- 1965 – v tomto roce byl závod poprvé zařazen jako součást mistrovství světa silničních motocyklů. Kanaďan Frank Perris byl suverénem závodu do 125 cm³. Phil Read se stal nejrychlejším jezdcem ve třídě 250 cm³ a své kvality opět potvrdil Jim Redman triumfem ve třídě 350 cm³. V pětistovkách si Mike Hailwood vítězstvím zajistil titul mistra světa.
- 1966 – poprvé v historii zvítězily ve všech kubaturách motocykly jedné značky. S motocyklem Honda zvítězil potřetí ve třídě 125 cm³ Luigi Taveri. Neobyčejného výsledku dosáhl Mike Hailwood, když vyhrál tři závody během dne ve zbylých třídách.
- 1967 – 17. ročník Velké ceny Československa byl ve znamení britských jezdců. Roli favorita potvrdil Bill Ivy ve třídě 125 cm³, ve dvěstěpadesátkách zvítězil Phil Read a dvěma vítězstvími obhájil Mike Hailwood tituly ve třídách 350 cm³ a 500 cm³.
- 1968 – zlaté věnce si rozdělili dva závodníci, Phil Read vyhrál stopětadvacítky a dvěstěpadesátky, Giacomo Agostini vyhrál třistapadesátky a pětistovky. Do popředí se po delší době dostal československý jezdec, byl jím František Šťastný svým třetím místem ve třídě 350 cm³.
- 1969 – premiéra závodu padesátek, jejímž vítězem se stal Paul Lodewijk. Ve třídě 125 cm³ zvítězil Dave Simmonds. Renzo Pasolini dominoval v objemové třídě do 250 cm³ a Giacomo Agostini byl opět nejlepší v obou nejsilnějších kubaturách. Velkou cenu poznamenala smrt Billa Ivyho týden před Velkou cenou a tragická havárie v závodu třídy 350 cm³, při níž zahynul František Boček.

## Sedmdesátá léta

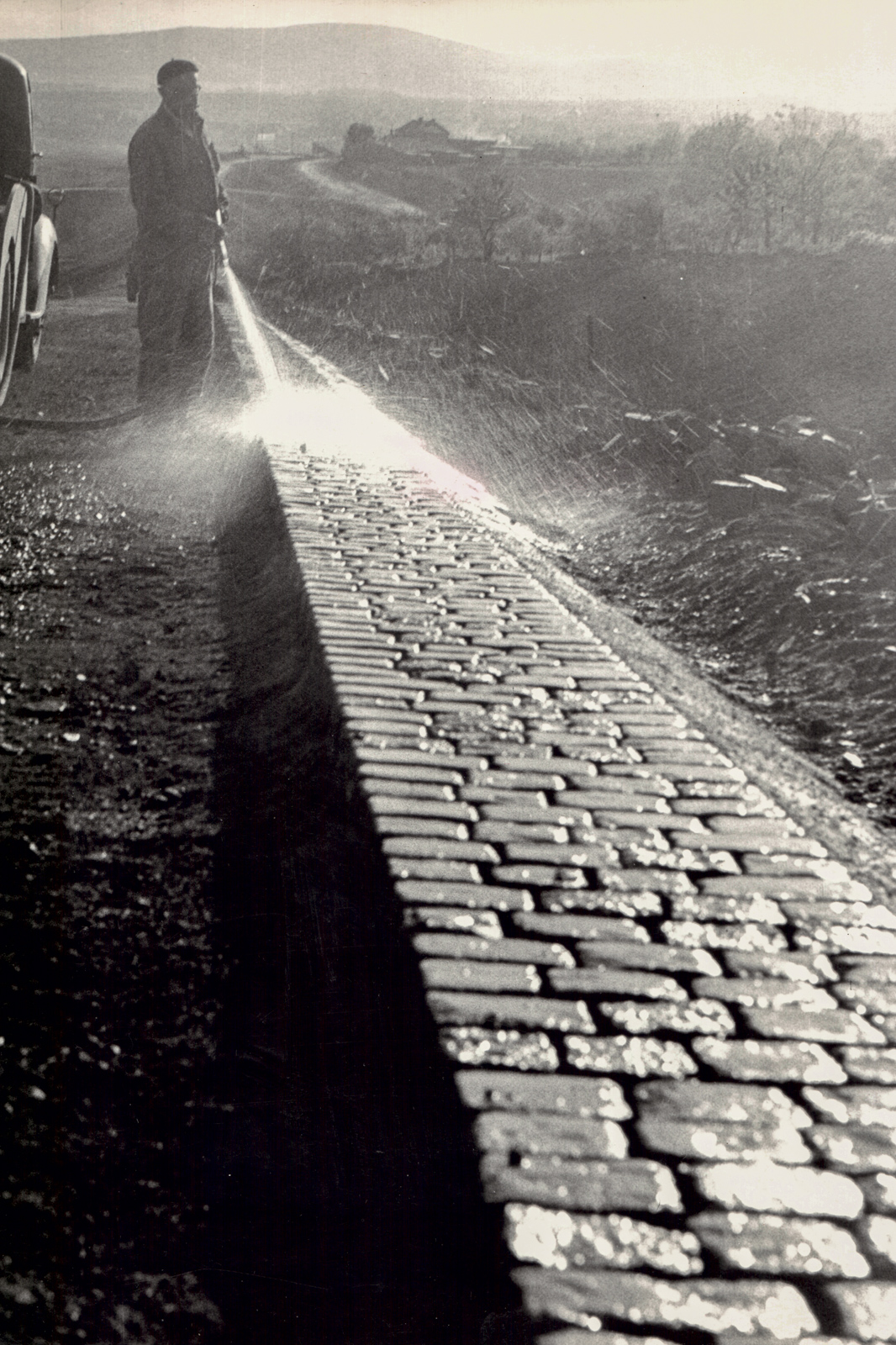
Stavební úpravy při zkracování okruhu v roce 1975. Autor fotografie Jaroslav Dobiáš.

- 1970 – obhajobu titulu ve třídě do 350 cm³ si zajistil Giacomo Agostini, senzací bylo vítězství Gilberta Parlottiho v kubatuře 125 cm³, závod pětistovek opět chyběl.
- 1971 – 21. ročník se vyznačoval neúspěchy favoritů. Loňský vítěz Giacomo Agostini vzdal pro poruchu závod do 350 cm³ a na stupních vítězů ho nahradil Jarno Saarinen. Rovněž Gilberto Parlotti musel kvůli technickým potížím ze závodu třídy do 50 cm³ odstoupit.
- 1972 – Jarno Saarinen obhájil loňský triumf ve třistapadesátkách a přidal i vítězství ve třídě do 250 cm³. Giacomo Agostini se po vítězství v závodě pětistovek radoval již z jedenáctého titulu mistra světa.
- 1973 – tento ročník byl poznamenán tragickou smrtí Jarna Saarinena a Renza Pasoliniho na okruhu v Monze. Nečekaným vítězem třídy 125 cm³ se stal Otello Buscherini, čtvrtlitrům vládl Dieter Braun. Giacomo Agostini vyhrál závod pětistovek, ale v kubatuře 350 cm³ našel přemožitele, stal se jím Fin Teuvo Länsivuori.
- 1974 – Československá Grand Prix je podesáté za sebou součástí silničního MS. Na první místo v kubatuře 500 cm³ dosáhl poprvé Phil Read. Ve třídě 250 cm³ kraloval Walter Villa.
- 1975 – důležitou změnou bylo zkrácení trati. Třídu 125 cm³ vyhrál Leif Gustafsson a v kubatuře do 500 cm³ obhájil svůj titul Phil Read.
- 1976 – hrdinou tohoto ročníku se stal Walter Villa, vyhrál třídy do 250 cm³ a 350 cm³. Technické potíže připravily o vítězství Teuva Länsivuoriho v pětistovkách a na první pozici ho nahradil John Newbold. Kubatury 50 cm³ a 125 cm³ se nejely.
- 1977 – 27. ročník československé Grand Prix byl ve znamení dvojnásobného triumfu Johnnyho Cecotta v kubaturách 350 cm³ a 500 cm³. Titul mistra světa si svým třetím místem zajistil Mario Lega ve třídě 250 cm³, kterou vyhrál Franco Uncini.
- 1978 – tento rok chyběl závod tříd do 125 cm³ a 500 cm³ a po třech letech se znovu vrátila třída do 50 cm³, ve které vyhrál Ricardo Tormo. Vítězem zbylých dvou objemových tříd se stal Kork Ballington.
- 1979 – po tříleté přestávce se opět jely stopětadvacítky, které ovládl Guy Bertin. Kork Ballington obhájil prvenství v závodech tříd do 250 cm³ a 350 cm³ a ve vyšší kubatuře si zajistil titul mistra světa.

## Osmdesátá léta

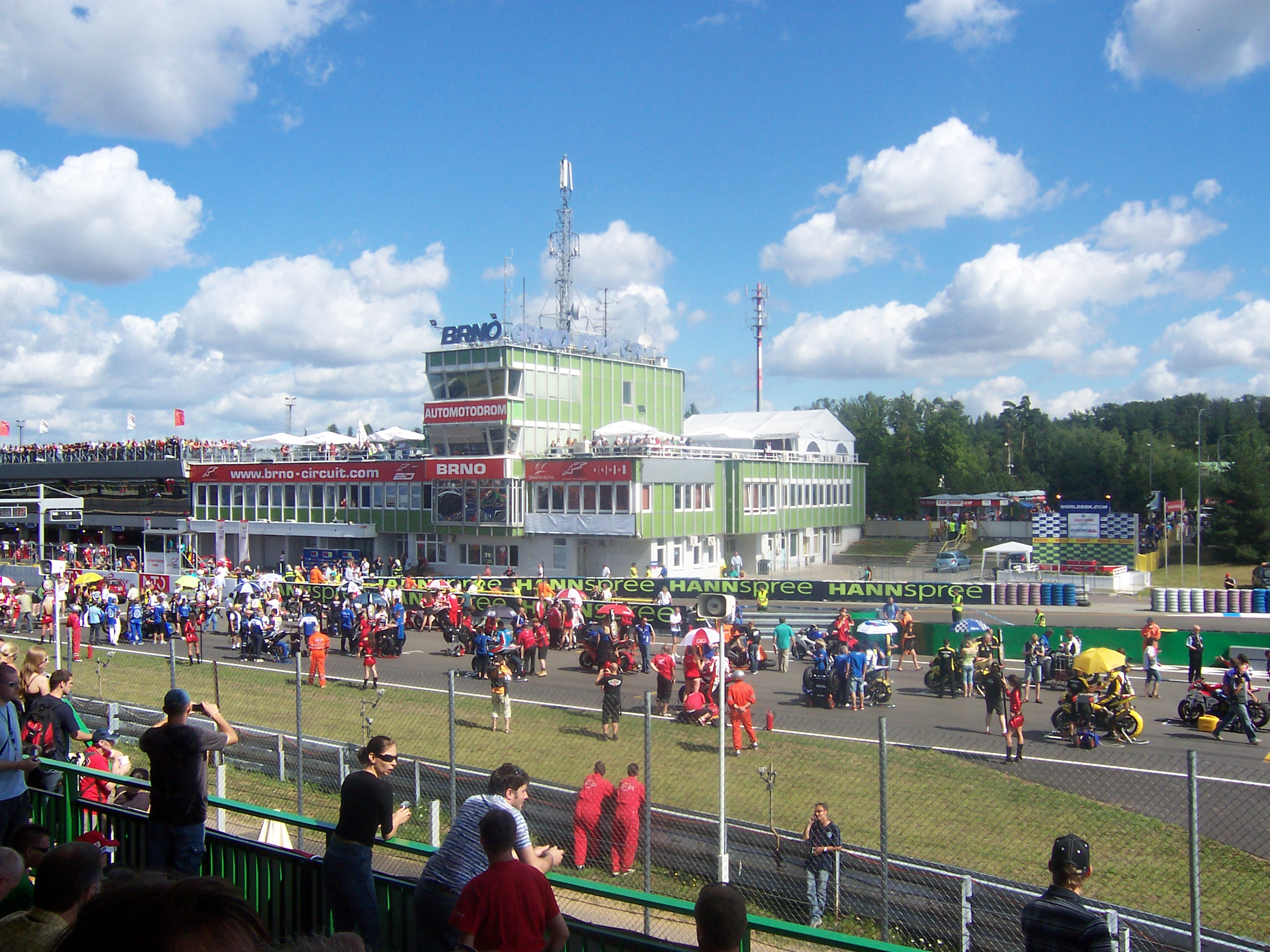
Startovní rošt na nové trati okruhu vystavěné v roce 1987

- 1980 – Třicetileté jubileum Velké ceny odstartovala kubatura 125 cm³ a stejně jako loni si vítězství odvezl Guy Bertin. Tony Mang vybojoval dvě vítězství v kubaturách 250 cm³ a 350 cm³ a napodobil tak Korka Ballingtona z předchozích dvou ročníků.
- 1981 – oproti předchozímu roku tato Velká cena doznala změny jen na první pozici třídy 125 cm³, jejímž vítězem se stal Theo Timmer.
- 1982 – ve 32. ročníku Grand Prix Československa se naposledy představila třída 350 cm³, v níž byl nejrychlejší Didier de Radigues. Ve stopětadvacítkách se nejúspěšnějším stal Eugenio Lazzarini a ve dvěstěpadesátkách Carlos Lavado.
- 1983 – poprvé v historii se Velká cena Československa jela jako součást silničního mistrovství Evropy. V premiéře se představila kubatura do 80 cm³ a po pěti letech se opět vrátil závod třídy do 500 cm³. Vítězem nejsilnější třídy se stal Gustav Reiner.
- 1984 – kromě závodů mistrovství Evropy byl 34. ročník Velké ceny i součástí seriálu mistrovství světa Turist Trophy F2 s vítězem Brian Reidem. Nejlepší umístění v kubatuře do 500 cm³ získal Massimo Messere.
- 1985 – triumf jezdců SRN v závodě osmdesátek. Ital Massimo Matteoni kraloval dvěstěpadesátkám a ačkoliv ve třídě do 125 cm³ zvítězil Paul Bordes, Pierfrancesco Chili dosáhl na titul mistra světa i ze 3. místa.
- 1986 – v tomto roce se Velká cena Československa jela naposledy jako součást seriálu mistrovství Evropy. Závod nejslabší kubatury do 80 cm³ vyhrál Bruno Casanova a stal se tak i mistrem Evropy. Třída do 250 cm³ byla v režii rakouských jezdců, z nichž prvenství získal Hans Lindner. Poslední traťový rekord na městském okruhu patřil Manfredu Fischerovi ze SRN.
- 1987 – mistrovství světa silničních motocyklů se od tohoto roku jede na nové trati Automotodromu. Prvním vítězem byl Stefan Dörflinger v závodě osmdesátek, Fausto Gresini se stal vítězem třídy 125 cm³, Anton Mang třídy 250 cm³ a Wayne Gardner pětistovek.
- 1988 – Anton Mang se u nás rozloučil s úspěšnou kariérou. Závody byly ve znamení španělských úspěchů, Jorge Martinez vyhrál osmdesátky i stopětadvacítky a Juan Garriga dvěstěpadástky. Wayne Gardner obhájil prvenství ve třídě do 500 cm³.
- 1989 – tento rok se naposledy představila třída osmdesátek, kterou ovládl Herri Torrontegui. První vítězství i titul šampióna stopětadvacítek si odnesl Alex Criville. Doposud nejtěsnější vítězství v historii zaznamenala třída do 250 cm³, kde Reinhold Roth zvítězil o pouhou jednu desetinu sekundy. Američané v čele s Kevinem Schwantzem byli suverény pětistovek.

## Devadesátá léta
- 1990 – jubilejní 40. ročník se jel jako Velká cena ČSFR. Poprvé chyběli na startu naši závodníci. Nizozemec Hans Spaan se stal vítězem třídy 125 cm³, dvěstěpadesátky byly kořistí Carlose Carduse. Wayne Rainey poprvé vítězem naší Grand Prix a zároveň mistrem světa.
- 1991 – Wayne Rainey obhájil prvenství v závodě pětistovek i v mistrovství světa. Dramatický závod třídy do 125 cm³ přinesl jako vítěze Alessandra Gramigniho a třídu do 250 cm³ vyhrál Helmut Bradl.
- 1992 – Velká cena silničních motocyklů se nekonala
- 1993 – brněnský závod se jede poprvé pod novým názvem Grand Prix České republiky. Své poslední vítězství v kariéře zaznamenal Wayne Rainey, ze souboje Biaggi – Capirossi vytěžil další Ital Loris Reggiani ve třídě do 250 cm³.
- 1994 – Massimiliano Biaggi zahájil sérii vítězství v kubatuře do 250 cm³. Kazuto Sakata navázal na loňské prvenství ve stopětadvacítkách. Vítězstvím v nejsilnější kubatuře se mezi elitu zařadil Michael Doohan.
- 1995 – třetím vítězstvím ve třídě 125 cm³ potvrdil Kazuto Sakata své kvality. Massimiliano Biaggi obhájil první místo ve dvěstěpadesátkách a Luca Cadalora kraloval ve třídě 500 cm³.
- 1996 – poprvé na nejvyšším stupni se objevil Valenitino Rossi v kubatuře do 125 cm³. Ve třídě do 250 cm³ už potřetí dominoval Massimiliano Biaggi. Prvním španělským vítězem kubatury pětistovek se stal Alex Criville.
- 1997 – titul mistra světa v kubatuře do 125 cm³ vybojoval Valenitino Rossi, ačkoliv v samotném závodě dojel třetí. Stejně jako v předešlých letech triumfoval Massimiliano Biaggi ve třídě 250 cm³. Po dvou letech se na první místo v nejsilnější kubatuře vrátil Michael Doohan.
- 1998 – nejmladším vítězem české Grand Prix se stal Marco Melandri ve třídě 125 cm³. Stroje Aprilia ovládly dvěstěpadesátky v čele s Tecujou Haradou. Massimiliano Biaggi vyhrál popáté za sebou, poprvé v pětistovkách.
- 1999 – své druhé vítězství ve třídě do 125 cm³ si připsal Marco Melandri, Valentino Rossi poprvé zvítězil v kubatuře 250 cm³ a nejrychlejší v pětistovkách byl Tadajuki Okada, který přerušil sérii vítězství Massimiliana Biaggiho.

## Nové tisíciletí

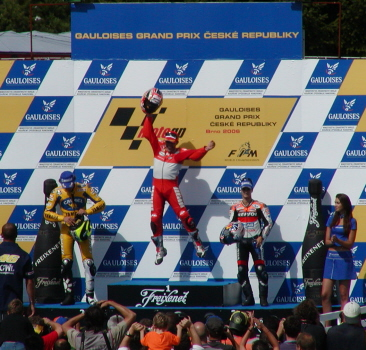
Stupně vítězů v ročníku 2006 v třídě MotoGP

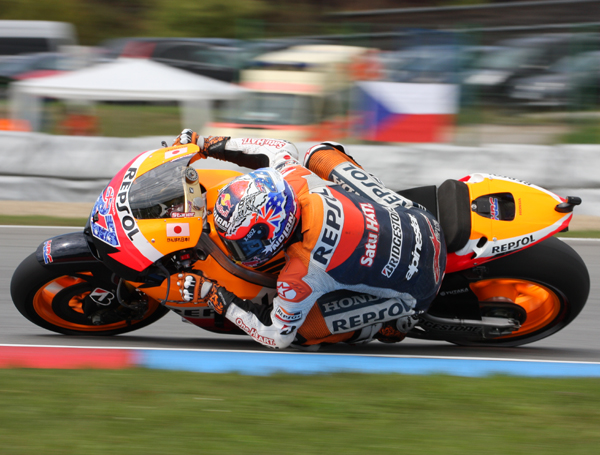
Casey Stoner v závodě třídy MotoGP v ročníku 2011

- 2000 – mezi legendy závodu se zapsal Max Biaggi svým šestým prvním místem. Roberto Locatelli se přiblížil k titulu vítězstvím ve třídě do 125 cm³ a jasně nejlepším v kubatuře do 250 cm³ se stal Šinja Nakano.
- 2001 – nejslabší třídu, ve které si dobře vedli i čeští jezdci Jakub Smrž a Jaroslav Huleš, vyhrál Španěl Toni Elías. Po dvou letech zvítězil Tecuja Harada ve dvěstěpadesátkách a v objemové třídě 500 cm³ byl první v cíli Valentino Rossi, Max Biaggi dokončil závod po pádu na 10. místě.
- 2002 – v kubatuře do 125 cm³ dojel na prvním místě Ital Lucio Cecchinello, dvěstěpadesátky byly v režii Marca Melandriho. Dokonalý triumf Italů na brněnském okruhu završil Max Biaggi v nejsilnější třídě Moto GP, který sedmým prvenstvím srovnal skóre G. Agostiniho.
- 2003 – závod třídy do 125 cm³ byl zklamáním pro favority. Havárie několika soupeřů umožnily Danielu Pedrosovi vzdálit se ostatním jezdcům a dojet si pro vítězství. Naopak zcela očekávaný průběh měla třída Moto GP, kterou ovládl Valentino Rossi. Dramatické chvíle přinesla i kubatura do 250 cm³, jejímž vítězem byl Randy de Puniet.
- 2004 – ve stopětadvacítkách projel jako první pod šachovnicovým praporem Jorge Lorenzo a ve dvěstěpadesátkách Sebastian Porto. Závod královské disciplíny Moto GP vyhrál před Valentinem Rossi španělský jezdec Sete Gibernau.
- 2005 – v nejsilnější třídě se o prvenství prali Valentino Rossi a Sete Gibernau. Z tohoto souboje nakonec vítězně vyšel Valentino Rossi. V nejslabší třídě vyhrál Thomas Luthi a v kubatuře do 250 cm³ si pro vítězství dojel Daniel Pedrosa.
- 2006 – stopětadvacítkám vládl Alvaro Bautista a dvěstěpadesátkám Jorge Lorenzo, V pětistovkách si vítězství vyjel Loris Capirossi a Valentino Rossi tak přišel o titul mistra světa.
- 2007 – V 125 cm³ zvítězil Hector Faubel, druhý dojel Mattia Passini a třetí náš Lukáš Pešek. V 250 cm³ kubatuře si vítězství vyjel Jorge Lorenzo před Andreou Doviziosem. Na třetí pozici dojel Fin Mika Kallio. V třídě MotoGP dominoval Casey Stoner, druhý skončil John Hopkins a třetí Nicky Hayden.
- 2008 – V 125 cm³ zvítězil Stefan Bradl, druhý dojel Mike Di Meglio a třetí dojel Joan Olivé. V 250 cm³ kubatuře si pro vítězství dojel Alex Debon, druhý dojel Alvaro Bautista a třetí skončil Marco Simoncelli. V třídě MotoGP zvítězil sedminásobný mistr MotoGP Valentino Rossi, druhý skončil Toni Elias a třetí dojel Loris Capirossi.
- 2009 – V nejsilnější třídě Moto GP opět zvítězil Valentino Rossi. Ve 250 cm³ zvítězil Ital Marco Simoncelli, ve 125 cm³ Španěl Nicolás Terol. Českým jezdcům se příliš nedařilo, nejlepší byl Lukáš Pešek s 12. místem v kubatuře 250 cm³ a Karel Abrahám, který ve stejné kubatuře odstoupil po nehodě z desátého místa.
- 2010 – Všechny tři kubatury ovládli minulí vítězové Grand Prix ČR. V MotoGP zvítězil Jorge Lorenzo (trojnásobný vítěz, 2x v 250 cm³ a jednou v 125 cm³), Moto2, jak byla nově nazývána třída 250 cm³, ovládl Toni Elías (vítěz v 125 cm³ z roku 2001) a ve 125 cm³ Nicolás Terol (vítěz v 125 cm³ v minulém ročníku). Z českých jezdců dojel nejlépe Jakub Kornfeil na pátém místě v kubatuře 125 cm³.

## Desátá léta

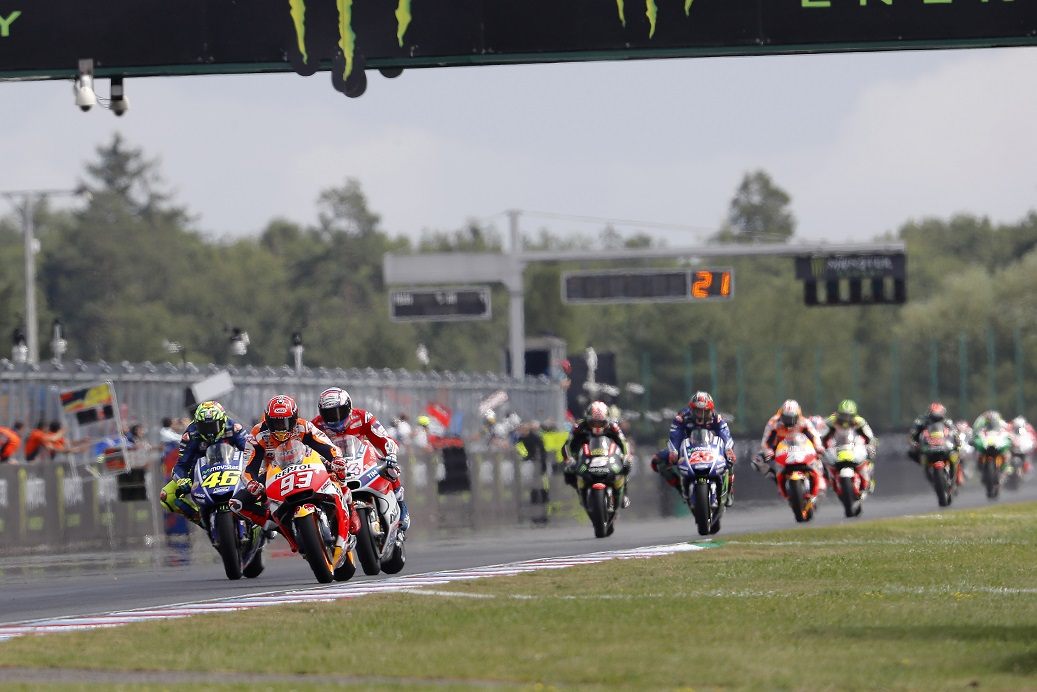
Marc Márquez ve vedení brněnského GP (2017)

- 2011 – V nejsilnější třídě Moto GP podruhé zvítězil Casey Stoner. V Moto2 zvítězil Ital Andrea Iannone, ve 125 cm³ Němec Sandro Cortese. Nejlepším českým výsledkem bylo 7. místo Jakuba Kornfeila ve třídě 125 cm³, Miroslav Popov ve stejné třídě dojel 17. a Karel Abrahám, který jel v MotoGP, odstoupil v polovině závodu.
- 2012 – První vítězství v Brně ve třídě MotoGP si připsal Španěl Dani Pedrosa. V Moto 2 také Španěl Marc Márquez a v nejslabší třídě Moto3 (nový název pro třídu 125 cm³) Němec Jonas Folger. Čeští jezdci byli vidět – Jakub Kornfeil dojel na 6. místě v Moto3 a Karel Abrahám na 7. místě v MotoGP.
- 2013 – V nejsilnější třídě Moto GP si pro vítězství dojel Marc Márquez, vítěz závodu Moto2 z předchozího roku. V Moto2 poprvé v Česku zvítězil Fin Mika Kallio a v Moto3 stejně tak Španěl Luis Salom. Jakub Kornfeil dojel osmý v Moto3, v MotoGP se českým závodníkům nevedlo dobře – Karel Abrahám dojel s velkou ztrátou na 19. místě, Lukáš Pešek nedojel vůbec.
- 2014 – V nejsilnější třídě Moto GP opět po dvou letech zvítězil Dani Pedrosa. V Moto2 zvítězil Španěl Esteve Rabat a v Moto3 Francouz Alexis Masbou, pro oba to byly první výhry v Brně. V MotoGP bral 2 body za 14. místo Karel Abrahám, v nesmírně vyrovnaném závodě Moto3 dojeli Jakub Kornfeil a Karel Hanika na 14. a 15. místě, přestože na vítězství ztráceli pouhých 1,8 sekundy.
- 2015 – V nejsilnější třídě Moto GP opět zvítězil po pěti letech Jorge Lorenzo. V Moto2 zvítězil Francouz Johann Zarco a v Moto3 Ital Niccolò Antonelli. Jakub Kornfeil v Moto3 dojel devátý, opět s minimální ztrátou 1,4 sekundy. Karel Hanika v Moto3 ani Karel Abrahám v MotoGP nebodovali.
- 2016 – V Moto GP zvítězil poprvé v Brně Brit Cal Crutchlow, v Moto2 Němec Jonas Folger (vítěz z Brna z roku 2012 v Moto3) a v Moto3 Brit John McPhee. Jakub Kornfeil si v Moto3 připsal 6. místo, Karel Hanika dojel těsně za body na 16. místě.
- 2017 – Ve třídě Moto GP opět po 4 letech zvítězil Španěl Marc Márquez, celkově šlo o jeho třetí vítězství v Brně. V Moto2 vyhrál Švýcar Thomas Lüthi a v Moto3 Španěl Joan Mir. Karel Abrahám v MotoGP připsal 3 body za 13. místo, ostatní čeští jezdci nebodovali.
- 2018 – V nejsilnější třídě Moto GP si pro vítězství dojel Ital Andrea Dovizioso, v Moto2 Portugalec Miguel Oliveira a v Moto3 Ital Fabio Di Giannantonio. Za ním se 3. místem před domácím publikem blýskl Jakub Kornfeil.
- 2025 – Závod byl obnoven v Brně s trváním minimálně pět let podle podepsané smlouvy. Hlavní závod i sprint MotoGP vyhrál Marc Márquez na Ducatti.[4] Jediný český závodník Filip Salač dojel v kategori Moto2 na 8. místě[5]